# Napilap
A napilap (vagy régies, de még ma is használatos megnevezéssel: hírlap) napi aktualitású eseményeket közlő, legalább hetente négy alkalommal megjelenő újság. A napilapok holdudvarába tartoznak a hetilapok és a folyóiratok. A napi frissítésű internetes lapokat hírportálnak nevezzük és az elektronikus sajtóhoz soroljuk.
A legtöbb napilap politikai-közéleti és helyi témákkal foglalkozik, de napilap a sport (pl.: Nemzeti Sport, La Gazzetta dello Sport stb.), gazdasági (pl. a volt Napi Gazdaság, Handelsblatt stb.) tematikájú, napi rendszerességű lap is. A napilapok speciális fajtája az úgynevezett bulvárlap (pl.: Blikk, Bild), melyben  közéleti hírből kevesebb, a celebritások világából több jelenik meg.

## A hírlap
Bár a hírlap fogalmát mind a 19. századi magyar értelmező kéziszótár, mind Buzinkay Géza sajtótörténész is a napilapokra szűkíti, az 1995-ben megjelent Magyar nagylexikon már az újság általános fogalmával rokonítja, és könyvtártudományi szempontból is elfogadott az a nézet, hogy a hírlap bármely időszakonként megjelenő, ám híreket közlő periodika. A könyvtári nézőpont szerint egy kistelepülés, falu híreit közlő, esetleg csak havonta megjelenő újság is hírlap.

## A napilapok felépítése
A napilapok – és maga a szerkesztőség is – rovatokra tagolódik. Az általános, közéleti lapok esetében a leggyakrabban előforduló rovatok:
- belpolitika
- külpolitika
- gazdaság
- kultúra
- sport

Nem képez önálló rovatot, de a napilapok jelentős – gyakran a tördeléskor is összevont – részét képezik a hirdetések, illetve előfordul vegyes hírek rovat is, ahol a nagyon rövid híreket, időjárást, napi programokat, halálozásokat stb. közlik.
A tematikus napilapok tovább bontják a lap profilját jelentő témát: például egy sportlapban lehet labdarúgás, atlétika stb. rovat, egy gazdasági lapban külön rovatot alkothatnak az energiaszektor vagy a pénzügy, ingatlanpiac stb. hírei. Az egyes lapok terjedelmének, szerkesztősége nagyságának függvénye, hogy hányféle és milyen terjedelemben megjelenő rovat alkotja a lapot. Előfordul, hogy egyes rovatok nem naponta, hanem ritkábban (pl. hetente, vagy időszakosan, egyes rendezvények, események alkalmával) jelennek meg, ahogy az is, hogy a lap mellékletben ad ki bizonyos témákat.
A napilapokra jellemző, hogy hasábokra tördelve jelennek meg a közölt anyagok. Tipográfiai szempontból a napilapok oldalai képeznek egy-egy egységet.

### A napilapok mérete

Az egyes országokban használt újságméretek és megnevezésük.

A napilapok mérete világszerte eltérő, az adott ország vagy nyelvterület lapkiadási történelmének, kultúrájának, szokásainak megfelelően alakult ki. Az egyes lapméretek megnevezésére is különböző fogalmak léteznek, mint például a kanadai tabloid, norvég tabloid, vagy az amerikai broadsheet ("lepedő"), dél-afrikai broadsheet stb.
A napilapok Magyarországon háromféle méretben készülnek: A3-as szabványos papírméret (297 x 420 mm), A2-es szabványos papírméret (420 x 594 mm), és berliner ("midi" 315 x 470 mm). Ez utóbbit nevezik 13-as méretnek, ami azonban nem konkrét nagyságot, hanem a lapszélek egymáshoz viszonyított 5:7-es arányát jelenti, így például a 13-as "imperiál" 630 x 950 mm.

## A napilapok működése
A 19. század végére a lapkiadás, a sajtóélet egyes feladatai elkülönültek, gyakran önálló vállalkozásba, vagy szervezeti egységbe tömörültek. A lapot a kiadóvállalat igazgatja, ez alatt működik a szerkesztőség. A terjesztést a kiadó, vagy független külső vállalkozás intézi, míg a hirdetésszervezés a kiadó vagy a szerkesztőség mellett működik.
Kétféle lapkiadási koncepció alakult ki: mikor egy kiadó csak egy lapot jelentet meg, ilyen például az internetes hírportálok zöme, de ilyen volt a Népszabadság és a Magyar Nemzet is, a másik, amikor nagy kiadóvállalatok sok lapot tudnak a portfóliójukban: ilyen például a Ringier vagy az Axel Springer SE, de ilyen a nemrég alakult Mediaworks Hungary Zrt. is.

## A napilapok története
A legrégebbi feltételezett napilap időszámításunk szerint 151 körül, a Római Köztársaság idején jelent meg Acta diurna urbis (magyarul kb.: A város napi közleményei) címmel. Mivel példánya még töredékesen sem maradt fenn, így a megjelenési időszakokról sem tudunk biztosat, ám címéből következtetni lehet a gyakori kiadásra.
Nyomtatásban az első hírlap – nem naponkénti megjelenéssel – a 713-ban (más forrás szerint 400 körül) megjelent Csing Pao nevű kínai lap volt. Olaszországban gazeta, Németországban zeitung címen adtak ki hírlapokat a 16. századtól. A könyvnyomtatás és a nyomdatechnika fejlődése révén kezdtek a hírlapok nagyobb számban terjedni, s bár eleinte röpirat formájában csak egy-egy eseményt, témát dolgoztak fel, később egyes városok lakóit (Köln, Bécs stb.) tájékoztató, többféle hírt, eseményt feldolgozó periodikák jelentek meg.
A modern világ első napilapjának címére több periodika is pályázik. A svéd Post- och Inrikes Tidningar (megjelenésekor: Ordinari Post Tijdender) ugyan nem közéleti híreket közölt, hanem amolyan csődértesítő volt, de 1645 óta folyamatosan megjelenik. Az első, mai értelemben vett, napi aktualitású híreket közlő napilap a lipcsei Einkommende Zeitungen volt, amely 1650-től 1652-ig jelent meg, de jogutódai révén 1918-ig adták ki.
Az első magyar nyelvű napilap a Kossuth Hírlapja című lap volt Bajza József szerkesztésében, 1848. június 1-től adták ki, és hűen tükrözte Kossuth Lajos "ellenzéki" helyzetét a kormányon belül. Szintén az 1848–49-es forradalom és szabadságharc idején jelent meg Közlöny címen egy másik napilap, mely mindössze egy héttel indult Kossuth Hírlapja után. Ez a lap elsősorban hivatalos közleményeket tett közzé, de objektív hangvételű bel- és külföldi tudósítások is megjelentek benne.